# Kaakkolampi
Kaakkolampi är en sjö i Finland. Den ligger i kommunen Jyväskylä i landskapet Mellersta Finland, i den centrala delen av landet, 240 km norr om huvudstaden Helsingfors. Kaakkolampi ligger 155 meter över havet. Den ligger vid sjön Kangaslampi. I omgivningarna runt Kaakkolampi växer i huvudsak barrskog. Den är 6,6 meter djup. Arean är 1,4 hektar och strandlinjen är 0,75 kilometer lång. Sjön  ingår i Kymmene älvs huvudavrinningsområde. 
I övrigt finns följande vid Kaakkolampi:
- Kangaslampi (en sjö)